# Laos-Vietnam-Eisenbahn
| Streckenlänge: | 555 km               |                |                     |
| Spurweite: | 1435 mm (Normalspur) |                |                     |
| Streckengeschwindigkeit: | 150 km/h             |                |                     |
| |                      |                |                     |
| \| \| \| Vientiane \| \| \| \| \| Pakxan \| \| \| \| \| Thakhek \| \| \| \| \| Mu-Gia-Pass \| Grenze Laos/Vietnam \| \| \| \| Xóm Cúc \| \| \| \| \| Tân Ằp \| \| \| \| \| Hafen Vũng Áng \| \| |                      |                |                     |
| Kopfbahnhof Streckenanfang (Strecke außer Betrieb) |                      | Vientiane      | Vientiane           |
| Bahnhof (Strecke außer Betrieb) |                      | Pakxan         | Pakxan              |
| Bahnhof (Strecke außer Betrieb) |                      | Thakhek        | Thakhek             |
| Grenze (Strecke außer Betrieb) |                      | Mu-Gia-Pass    | Grenze Laos/Vietnam |
| Bahnhof (Strecke außer Betrieb) |                      | Xóm Cúc        | Xóm Cúc             |
| Bahnhof (Strecke außer Betrieb) |                      | Tân Ằp         | Tân Ằp              |
| Kopfbahnhof Streckenende (Strecke außer Betrieb) |                      | Hafen Vũng Áng | Hafen Vũng Áng      |

Die Laos-Vietnam-Eisenbahn (Bahnstrecke Vientiane–Vũng Áng / A3 Rail Project / Eisenbahnprojekt A3), ist eine geplante Bahnstrecke, die die laotische Hauptstadt Vientiane mit dem vietnamesischen Hafen Vũng Áng verbinden soll.

## Geografische Lage
Die Strecke soll von Vientiane in einem weiten Bogen in östlicher Richtung dem nördlichen Ufer des Mekong bis etwa Thakhek folgen. Dort biegt die Trasse in einem Winkel von nahezu 90° nach Osten ab, um auf dem kürzesten Weg den Hafen Vũng Áng in der vietnamesischen Provinz Hà Tĩnh zu erreichen. Dazu muss die Strecke das Truong-Son-Gebirge im Bereich des Mụ-Giạ-Passes queren, in dessen Nähe auch die vietnamesisch/laotische Grenze verläuft.
Die Strecke Vientiane–Vũng Áng verbände die Hauptstadt Vientiane mit dem ihr nächstgelegenen Seehafen und verschaffte auch der China-Laos-Eisenbahn eine Anbindung dorthin.

## Geschichte

### Vorgeschichte
Bereits die französische Kolonialmacht hatte vor, eine Ost–West-Eisenbahnverbindung in Französisch-Indochina zwischen Annam (heute: Vietnam) und Laos zu schaffen. Das Projekt wurde nie fertiggestellt.

### Planung
2015 wurde eine Machbarkeitsstudie begonnen, die mit 3 Mio. US-Dollar von der Korea International Cooperation Agency (KOICA) unterstützt wurde. Laotische, vietnamesische und südkoreanische Experten führten die Studie durch und schlossen sie Ende 2017 ab. Sie kam zum Schluss, dass die Eisenbahnstrecke ein realisierbares Projekt sei, das es wert sei, weiter verfolgt zu werden. Die untersuchte Strecke war 555 km lang, wovon 103 km auf vietnamesischen Boden verlaufen. Es wird mit Baukosten von 5 Mrd. US-Dollar gerechnet, wovon auf die Kosten des vietnamesischen Teils 1,5 Mrd. US-Dollar entfallen, die Vietnam trüge. Südkorea schlug eine öffentlich-private Partnerschaft (PPP) vor, die das Projekt umsetzen sollte.
Noch bevor die Machbarkeitsstudie abgeschlossen war, unterzeichneten im April 2017 die Regierungen von Laos und Vietnam eine Absichtserklärung zum Bau der Bahnstrecke. Der Akt fand während des Besuchs des vietnamesischen Premierministers Nguyễn Xuân Phúc in Laos statt. Die Finanzierung der Strecke war zu diesem Zeitpunkt noch nicht geklärt. Da Laos bereits durch den Bau der China-Laos-Eisenbahn hoch verschuldet ist, war eine Realisierung des Projekts fraglich. Die Planung ist Teil eines bis 2030 geltenden Rahmenabkommens zwischen den beiden Staaten, das auch den Bau des Vientiane-Hanoi-Expressway beinhaltet.

## Technische Parameter
Vorgesehen ist der Bau einer eingleisigen elektrifizierten Strecke in Normalspur mit einer Höchstgeschwindigkeit von 150 km/h. Als erster Teil soll der Abschnitt Thakhek–Vũng Áng (139 km) verwirklicht werden, die Verbindung zwischen Vientiane und Thakhek (312 km) folgen. Nach anderer Angabe soll die Strecke insgesamt 555 km lang sein, der Abschnitt in Vietnam 103 km lang sein und acht Bahnhöfe aufweisen.

## Bau
Am 28. Februar 2023 gründeten der vietnamesische Baukonzern DEOCA Group und die laotische Petroleum Trading Lao Public Company eine Gesellschaft, die die Bahnstrecke bauen und sich auch bei anderen zwischenstaatlichen Infrastrukturprojekten engagieren soll.
Die Bahnstrecke soll bereits 2026 fertiggestellt werden.

## Wissenswert
Die Laos-Vietnam-Eisenbahn ist Teil eines Projektes der Regierung von Laos, das den Bau einer Reihe von Eisenbahnstrecken vorsieht (siehe hier), die dem Binnenstaat einen besseren Zugang zu Häfen und dem Welthandel ermöglichen und bessere Verbindungen zu den Mitgliedstaaten des Verbandes südostasiatischer Nationen (ASEAN) schaffen soll.